# Samer Tawk
Samer Tawk (ur. 3 września 1998 r.) – libański biegacz narciarski.

## Kariera
Po raz pierwszy na arenie międzynarodowej Samer Tawk pojawił się 21 lutego 2017 roku, podczas zawodów FIS Race w japońskiej miejscowości Sapporo, gdzie na dystansie 15 km stylem dowolnym, zajął 23. miejsce.
W Pucharze Świata jeszcze nie zadebiutował.

## Osiągnięcia

### Igrzyska olimpijskie
| Miejsce | Dzień     | Rok  | Miejscowość | Konkurencja           | Czas biegu  | Strata       | Zwycięzca     |
| ------- | --------- | ---- | ----------- | --------------------- | ----------- | ------------ | ------------- |
| 105.    | 16 lutego | 2018 | Pjongczang  | 15 km stylem dowolnym | 33:43,9 min | +13:19,5 min | Dario Cologna |

### Mistrzostwa świata
| Miejsce | Dzień     | Rok  | Miejscowość      | Konkurencja            | Czas biegu  | Strata | Zwycięzca              |
| ------- | --------- | ---- | ---------------- | ---------------------- | ----------- | ------ | ---------------------- |
| 117.    | 21 lutego | 2019 | Seefeld in Tirol | Sprint stylem dowolnym | 3:21,17 min | —      | Johannes Høsflot Klæbo |

### Mistrzostwa świata juniorów
| Miejsce | Dzień       | Rok  | Miejscowość | Konkurencja             | Czas biegu  | Strata       | Zwycięzca           |
| ------- | ----------- | ---- | ----------- | ----------------------- | ----------- | ------------ | ------------------- |
| 97.     | 28 stycznia | 2018 | Goms        | Sprint stylem dowolnym  | 2:59,77 min | —            | Tom Mancini         |
| 94.     | 30 stycznia | 2018 | Goms        | 10 km stylem klasycznym | 24:58,8 min | +10:16,3 min | Jon Rolf Skamo Hope |

### Igrzyska azjatyckie
| Miejsce | Dzień     | Rok  | Miejscowość | Konkurencja             | Wynik       | Strata       | Zwycięzca     |
| ------- | --------- | ---- | ----------- | ----------------------- | ----------- | ------------ | ------------- |
| 22.     | 21 lutego | 2017 | Sapporo     | 15 km stylem dowolnym   | 41:25,3 min | +19:33,3 min | Rinat Muchin  |
| 20.     | 23 lutego | 2017 | Sapporo     | 10 km stylem klasycznym | 25:15,6 min | +15:59,6 min | Akira Lenting |